# RAB40A
RAB40A (англ. RAB40A, member RAS oncogene family) – білок, який кодується однойменним геном, розташованим у людей на X-хромосомі. Довжина поліпептидного ланцюга білка становить 277 амінокислот, а молекулярна маса — 31 076.
| 10         |  | 20         |  | 30         |  | 40         |  | 50         |
| ---------- |  | ---------- |  | ---------- |  | ---------- |  | ---------- |
| MSAPGSPDQA |  | YDFLLKFLLV |  | GDRDVGKSEI |  | LESLQDGAAE |  | SPYSHLGGID |
| YKTTTILLDG |  | QRVKLKLWDT |  | SGQGRFCTIF |  | RSYSRGAQGV |  | ILVYDIANRW |
| SFEGMDRWIK |  | KIEEHAPGVP |  | KILVGNRLHL |  | AFKRQVPREQ |  | AQAYAERLGV |
| TFFEVSPLCN |  | FNIIESFTEL |  | ARIVLLRHRM |  | NWLGRPSKVL |  | SLQDLCCRTI |
| VSCTPVHLVD |  | KLPLPSTLRS |  | HLKSFSMAKG |  | LNARMMRGLS |  | YSLTTSSTHK |
| SSLCKVEIVC |  | PPQSPPKNCT |  | RNSCKIS    |  |            |  |            |

A: Аланін

C: Цистеїн

D: Аспарагінова кислота

E: Глутамінова кислота

F: Фенілаланін

G: Гліцин

H: Гістидин

I: Ізолейцин

K: Лізин

L: Лейцин

M: Метіонін

N: Аспарагін

P: Пролін

Q: Глутамін

R: Аргінін

S: Серин

T: Треонін

V: Валін

W: Триптофан

Задіяний у такому біологічному процесі, як убіквітинування білків. 
Білок має сайт для зв'язування з нуклеотидами, ГТФ. 
Локалізований у клітинній мембрані, мембрані.